# Металургійна шихта
Металургійна шихта — різновид шихти, суміш руди, коксу, флюсів для виплавки металу. Агломераційна шихта (суміш продуктів) складається з наступних основних компонентів: залізорудний концентрат — 40-50 %, вапняк 12- 20 %; повернення (дрібний агломерат) 20-30 %, коксовий дріб'язок 4 — 6 %; волога 6-9 %. В ряді випадків у шихту додатково вводять колошниковий пил і окалину.
Вапняк і коксовий дріб'язок до змішування з іншими компонентами шихти подрібнюють до 3 мм. Крупність шихти, що спікається, дуже впливає на процес агломерації. Максимальний розмір частинок руди в шихті не повинен бути більше 8-10 мм. Більшу руду спікати недоцільно, тому що вона може бути використана в доменному виробництві без огрудкування.
При спіканні тонкоподрібнених концентратів (75 % кл.-0,074 мм) в шихту рекомендується вводити 20-25 % руди крупністю 6-8 мм.
Шихту перед спіканням піддають ретельному перемішуванню, зволоженню та огрудкуванню. Обкатування ведеться в обертових барабанах. Обкатуванню сприяє добавка вапна.